# Лемер, Эдсон
Э́дсон Леме́р (фр. Edson Lemaire; род. 31 октября 1990, Папеэте, Таити, Французская Полинезия) — таитянский футболист, выступающий на позиции правого (иногда — левого) защитник в клубе «Таиарапу» и национальной сборной Таити.

## Клубная карьера
Взрослую карьеру начал в таитянском клубе «Ваирао» в 2009 году. В середине сезона 2012—2013 годов перешёл в клуб «Дрэгон», в 2014—2018 годы защищал цвета «Пираэ», после чего перешёл в «Таиарапу».

## Карьера в сборной
Дебютный матч за национальную сборную Таити провёл 5 июня 2012 года, выйдя на замену в игре против сборной Вануату на Кубке наций ОФК 2012, который таитянцы завершили триумфом.
В 2013 году принимал участие во всех трёх матчах сборной Таити в рамках финального турнира Кубка конфедераций 2013.